# 野田侃生
野田 侃生（のだ ただお、1943年（昭和18年）10月12日）は、日本の政治家、実業家。元大分県国東市長（1期）。

## 来歴・人物
大分県出身。慶應義塾大学商学部卒業。大学時代は柔道部に所属していた。
1971年、国東物産を創業。
2007年1月21日、国東市長の照山俊一が収賄容疑で逮捕される。照山の辞職に伴い2007年に行われた国東市長選挙に出馬。前市助役の森正二を破り初当選。
2011年に行われた国東市長選挙に出馬したが、新人の三河明史に破れ落選した。